# Cinema Marraccini
Il cinema Marraccini è un edificio situato nel centro storico di Grosseto, in Toscana.
Il palazzo si trova lungo il lato sud-occidentale di via Mazzini, addossato sul camminamento delle mura medicee di fronte all'arco che permette il collegamento con i portici di piazza Dante. Fu costruito nel 1926 sul luogo del primo cinematografo di Grosseto, lo "Splendor" di Guido Lumachi, per volere dell'imprenditore Giovanni Marraccini, con progetto di Renato Della Rocca. Inizialmente Cinema Savoia, prese poi il nome del proprietario al termine della seconda guerra mondiale. Il cinema rimase attivo per tutto il XX secolo, fino all'ultima proiezione avvenuta nell'ottobre 2003; da allora la struttura è rimasta abbandonata per vent'anni. Nel 2022 è stata acquistata dal Comune di Grosseto.

## Storia
Una prima sala cinematografica nacque tra via Mazzini e la costa del Cassero nel 1907, su iniziativa di Guido Lumachi, fotografo e pioniere della cinematografia a Grosseto, che aveva organizzato le prime proiezioni al teatro degli Industri a partire dal 1906. Il cinema "Splendor" venne inaugurato il 2 novembre 1907 e passò in gestione pochi anni dopo alla Società esercizio teatri e cinematografi di Livorno, il cui direttore, Virginio Milanese, ordinò dei lavori di ampliamento e lo dotò di un palcoscenico, inaugurandolo nuovamente nel 1913.
Al termine della prima guerra mondiale, Guido Lumachi vendette l'attività a Giovanni Marraccini (1886–1965) e Olinto Perissi. Marraccini, nuovo direttore del cinematografo, predispose la costruzione di un monumentale edificio da realizzarsi in luogo della sala "Splendor", affidando il progetto all'ingegnere romano Renato Della Rocca. I lavori, iniziati nel 1925, si conclusero l'anno successivo e il nuovo cinema "Savoia" fu inaugurato l'11 ottobre 1926. La struttura si presentava come all'avanguardia per l'epoca, caratterizzata dall'uso portante del cemento armato e da un lucernario sul tetto che permetteva la ventilazione e il regolare ricambio d'aria della sala.
Inizialmente adibito sia a cinema sia a teatro, l'edificio fu ristrutturato e destinato esclusivamente alle proiezioni negli anni immediatamente successivi alla fine del secondo conflitto mondiale, con l'eliminazione del palcoscenico. In quell'occasione il cinema prese il nome dal proprietario Giovanni Marraccini. Un'ulteriore opera di ristrutturazione avvenne nel 1973, su progetto di Bruno Pedotti, quando fu realizzato l'impianto di climatizzazione ed eliminato il lucernario.
Il cinematografo rimase attivo per tutto il XX secolo e chiuse definitivamente la sera dell'8 ottobre 2003, dopo la proiezione dell'ultimo film in cartellone, Il miracolo di Edoardo Winspeare.
Dopo quasi vent'anni di abbandono, il palazzo è stato acquistato all'asta dal Comune di Grosseto il 25 ottobre 2022.

## Descrizione

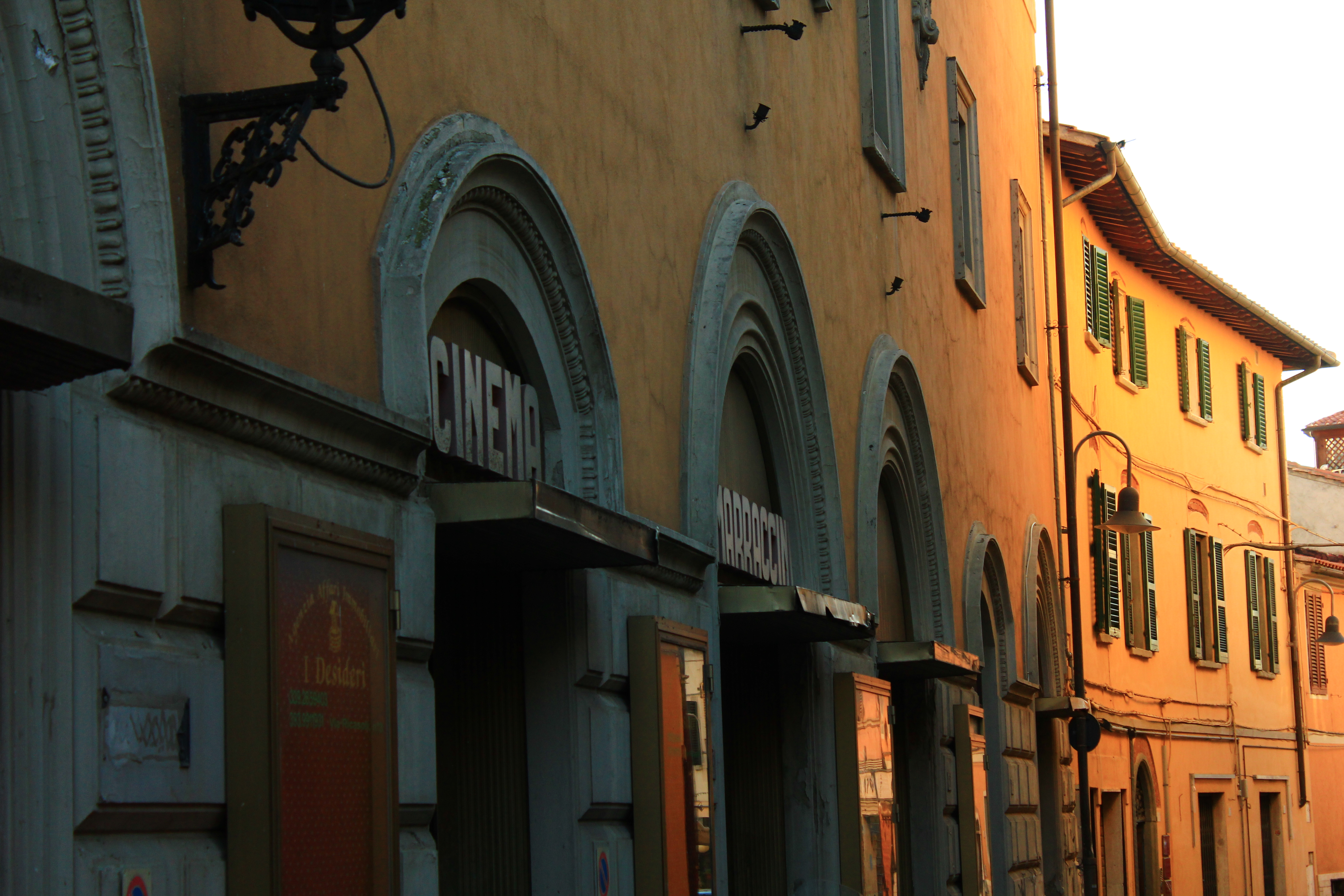
Particolare della facciata su via Mazzini
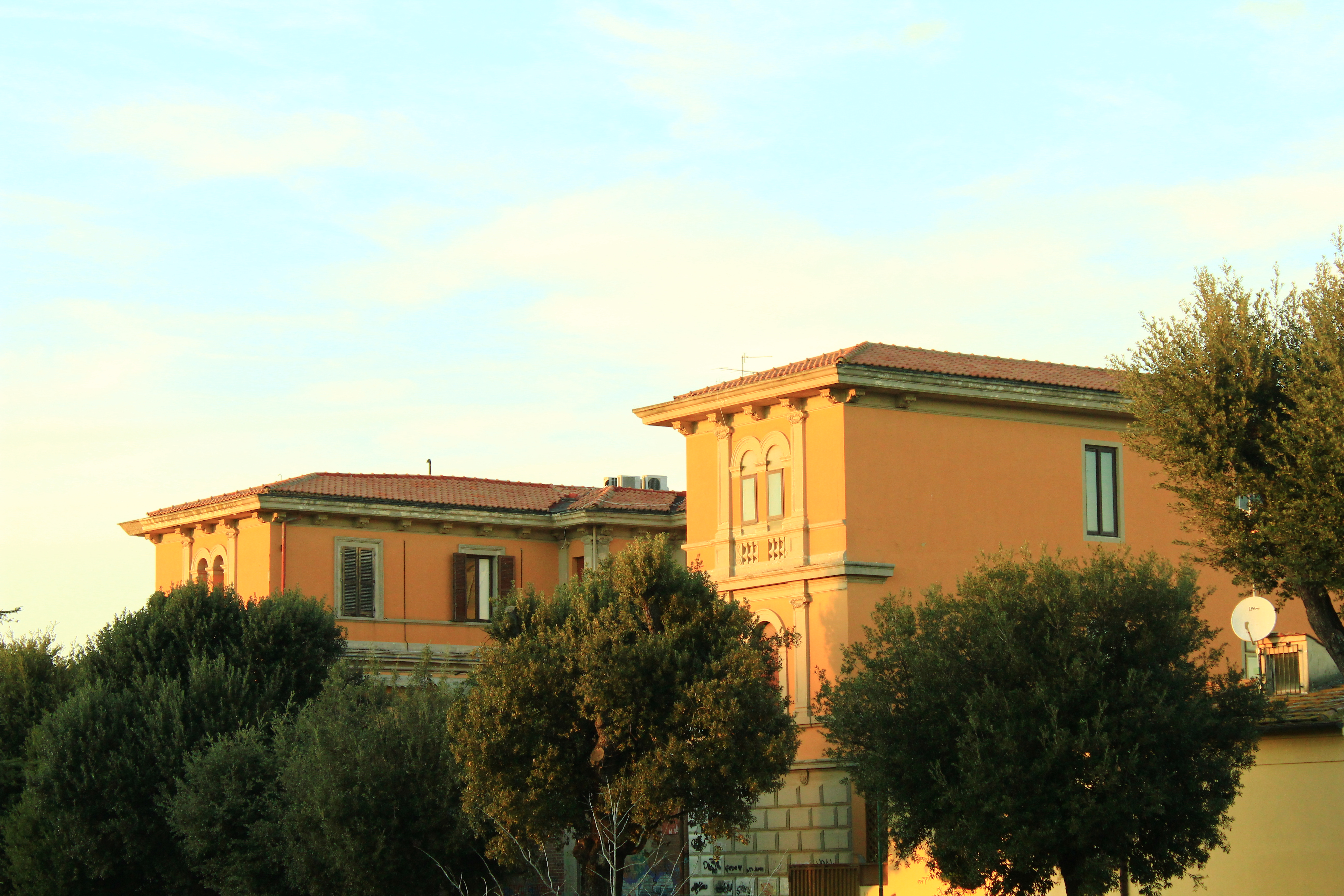
Veduta del retro dell'edificio